# Биполярное расстройство
Биполя́рное расстро́йство, либо биполя́рное аффекти́вное расстро́йство, акр. БАР; либо маниака́льно-депресси́вное расстро́йство; ранее маниака́льно-депресси́вный психо́з, МДП; первоначально циркуля́рный психо́з или циклофрени́я — эндогенное психическое расстройство, проявляющееся в виде аффективных состояний: маниакальных (или гипоманиакальных) и депрессивных (либо субдепрессивных), а нередко и смешанных состояний. Возможны многообразные варианты смешанных состояний.
Упомянутые аффективные состояния, называемые эпизодами или фазами расстройства (депрессивные и (гипо)маниакальные эпизоды, а порой и смешанные), периодически сменяют друг друга почти без влияния внешних обстоятельств (то есть эндогенно), непосредственно или через «светлые» промежутки психического здоровья (интермиссии, называемые ещё интерфазами), без или почти без снижения психических функций, даже при большом числе перенесённых фаз и любой продолжительности болезни. В интермиссиях психика и личностные свойства больного полностью восстанавливаются. Пациенты с биполярным расстройством часто (примерно в 75 % случаев) страдают и другими, сопутствующими, психическими расстройствами (это может быть, например, тревожное расстройство).
Начиная с Международной классификации болезней и проблем, связанных со здоровьем 11-го пересмотра (МКБ-11), выделяются биполярное расстройство I типа (bipolar type I disorder) и биполярное расстройство II типа (bipolar type II disorder). В американской классификации психических расстройств DSM-5 расстройства носят аналогичные названия: биполярное расстройство I (bipolar I disorder) и биполярное расстройство II (bipolar II disorder). Второй тип отличается наличием только гипоманиакальных и депрессивных эпизодов — без маниакальных.
Лечение биполярных расстройств представляет собой сложную задачу, так как требует детального понимания психофармакологии. Пациенты с биполярным расстройством часто принимают несколько сильнодействующих препаратов (некоторые больные — до шести лекарств одновременно), что создаёт трудности в учёте лекарственного взаимодействия и в предотвращении побочных эффектов.

## Исторические сведения

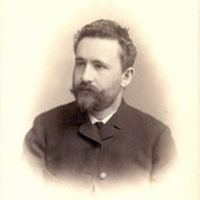
Эмиль Крепелин (1856—1926), в 1896 г. предложивший термин «маниакально-депрессивный психоз»

Впервые как самостоятельное заболевание биполярное расстройство было описано в 1854 году почти одновременно двумя французскими исследователями Жан Пьер Фальре, под названием «циркулярный психоз» («la folie circulaire» [la fɔli siʁ.ky.lɛʁ]), и Жюль Байярже под названием «помешательство в двух формах». Однако в течение почти полувека существование этого расстройства не признавалось психиатрией того времени и своим окончательным выделением в отдельную нозологическую единицу обязано немецкому психиатру Э. Крепелину (1896). Крепелин ввёл для него наименование маниакально-депрессивный психоз (МДП), которое длительное время было общепринятым, но со вступлением в действие в 1993 году классификатора МКБ-10 его принято считать не вполне корректным. Термин «маниакально-депрессивный психоз» устарел, поскольку данное заболевание лишь у немногих пациентов сопровождается психотическими нарушениями (такими, как бред, галлюцинации), и не всегда при нём наблюдаются оба типа фаз (и мании, и депрессии). Кроме того, этот термин является в определённой степени стигматизирующим по отношению к больным. В настоящее время для данного заболевания принято в США и рекомендовано ВОЗ более научно и политически корректное наименование «биполярное расстройство». Данное именование тоже не вполне корректно и приводит, например, к такой терминологии, как «монополярная форма биполярного расстройства».
После того как в 1950-е годы в психиатрии начали применяться первые нейролептики (антипсихотики) и антидепрессанты, их стали использовать в том числе для купирования эпизодов биполярного расстройства: нейролептики — при маниакальных эпизодах, антидепрессанты — при депрессивных. Однако выяснилось, что эти препараты в долгосрочной перспективе не облегчают течения болезни, скорее напротив: нейролептики при длительном применении увеличивают риск развития депрессии, а антидепрессанты повышают риск развития мании. В дальнейшем появились препараты, не только позволяющие купировать симптомы мании или депрессии, но и обладающие профилактическими свойствами: нормотимики первого поколения (соли лития, карбамазепин и вальпроаты), затем — нормотимики второго поколения (некоторые из атипичных антипсихотиков и ламотриджин).
До настоящего времени в психиатрии нет единого определения и понимания границ биполярного расстройства, что связано с его клинической, патогенетической и даже нозологической неоднородностью.

## Классификация

### МКБ-10
- F30 Маниакальный эпизод
- F30.0 Гипомания
- F30.1 Мания без психотических симптомов
- F30.2 Мания с психотическими симптомами
- F30.8 Другие маниакальные эпизоды
- F30.9 Маниакальный эпизод неуточнённый
- F31 Биполярное аффективное расстройство
- F31.0 Биполярное аффективное расстройство, текущий эпизод гипомании
- F31.1 Биполярное аффективное расстройство, текущий эпизод мании без психотических симптомов
- F31.2 Биполярное аффективное расстройство, текущий эпизод мании с психотическими симптомами
- F31.3 Биполярное аффективное расстройство, текущий эпизод лёгкой или умеренной депрессии
- F31.4 Биполярное аффективное расстройство, текущий эпизод тяжёлой депрессии без психотических симптомов
- F31.5 Биполярное аффективное расстройство, текущий эпизод тяжёлой депрессии с психотическими симптомами
- F31.6 Биполярное аффективное расстройство, текущий эпизод смешанный
- F31.7 Биполярное аффективное расстройство, текущая ремиссия
- F31.8 Другие биполярные аффективные расстройства
- F31.9 Биполярное аффективное расстройство неуточнённое
- F32 Депрессивный эпизод
- F32.0 Лёгкий депрессивный эпизод
- F32.1 Умеренный депрессивный эпизод
- F32.2 Тяжёлый депрессивный эпизод без психотических симптомов
- F32.3 Тяжёлый депрессивный эпизод с психотическими симптомами
- F32.8 Другие депрессивные эпизоды
- F32.9 Депрессивный эпизод неуточнённый

C клинической и прогностической точек зрения наиболее предпочтительной является классификация биполярного расстройства в зависимости от преобладания того или иного полюса маниакально-депрессивной симптоматики: на униполярные варианты (маниакальные либо депрессивные), биполярные с преобладанием (гипо)маниакальных либо депрессивных фаз, а также отчётливо биполярные, с примерным равенством фаз.
Классификатор DSM-IV различает биполярное расстройство I типа (с выраженными маниакальными фазами) и биполярное расстройство II типа, при котором присутствуют гипоманиакальные фазы, но нет маниакальных. По-видимому, эти вариации устойчивы в диагностическом отношении, хотя «биполярное расстройство II» может и переходить в «классический» вариант с маниакальными эпизодами и хотя высказывается также предположение о едином континууме между биполярным расстройством II типа и униполярной тяжёлой депрессией. В МКБ-10 отдельные виды биполярной болезни не выделялись, но «биполярное расстройство, тип II» включался в рубрику F31.8 «другие биполярные аффективные расстройства».

### Разновидности течения биполярного расстройства
Можно выделить следующие варианты течения БАР:
- униполярные (монополярные):
  - периодическая мания — чередуются только маниакальные фазы;
  - периодическая депрессия — чередуются только депрессивные фазы; синдромальные классификаторы МКБ-10 и DSM-IV относят этот вариант к рекуррентной депрессии, хотя нозологически это отделение может быть и неоправданно;
- правильно-перемежающийся тип течения — через «светлые» промежутки, интермиссии, маниакальная фаза сменяет депрессивную, а депрессивная — маниакальную;
- неправильно-перемежающийся тип течения — через «светлые» промежутки маниакальные и депрессивные фазы чередуются без строгой очерёдности (после маниакальной фазы может вновь начаться маниакальная и наоборот);
- двойная форма — непосредственная смена двух противоположных фаз, после чего следует интерфаза;
- континуальный (циркулярный) тип течения (лат. psychosis circularis continua C. C. Корсакова) — при «правильном» чередовании фаз отсутствуют интермиссии.

Наиболее часто встречается периодический (или интермиттирующий) тип течения аффективного психоза, когда аффективные фазы имеют правильно-перемежающийся характер. Относительно регулярное чередование эпизодов болезни (аффективных фаз) и интермиссий представляет собой характерную особенность данного типа биполярного психоза — его циркулярность (так называемая циркулярная форма по Ж. Фальре). Ещё более часто встречается периодическая депрессия, которую МКБ-10 относит к другой категории — (F33).

### Концепция «биполярного спектра»
Недавно появившаяся и малораспространённая концепция «широкого спектра биполярных расстройств» предполагает, что «расстройства биполярного спектра» составляют до 50 % от всех расстройств настроения — мнение, противоречащее широко распространённому представлению о том, что не менее 80 % среди аффективных расстройств составляют рекуррентная депрессия и дистимия.
«Биполярный спектр», по мнению некоторых авторов, включает, помимо биполярных расстройств I и II типа, ещё и биполярное расстройство III типа (так сторонники концепции расстройств биполярного спектра называют циклотимию), биполярное расстройство Ⅳ типа (так они называют периодически повторяющиеся эпизоды депрессии и вызванной лечением антидепрессантами гипомании), случаи депрессии при гипертимном темпераменте. Кроме того, предлагается выделять как отдельные типы биполярного расстройства рекуррентную депрессию, сопровождающуюся симптомами дисфорической гипомании, а также позднюю манифестацию депрессии с чертами смешанности, перетекающую в синдром, напоминающий деменцию.

## Распространённость
Трудности в точной оценке распространённости биполярного расстройства связаны не только с разнообразием критериев (при «широком» подходе доля людей, страдающих им, составляет до 7 %, а при «консервативном» — менее 0,05 %), но и с неизбежной субъективностью диагностики в психиатрии.
Согласно зарубежным исследованиям, распространённость составляет от 0,5 до 0,8 % (5—8 человек на 1000), а по данным, полученным при изучении стоящих на учёте в ПНД пациентов (1982, Москва), доля больных биполярным расстройством составила 0,045 % (4,5 на 10000 населения, из них ⅔ проходили лечение преимущественно амбулаторно, а психотические формы расстройства наблюдались лишь у ⅓).
Вероятность в течение жизни заболеть «классическим» биполярным расстройством (по крайней мере с одним маниакальным эпизодом) оценивается в 2 %, а без учёта формы расстройства — 4 %. Мужчины и женщины, а также представители различных культурных и этнических групп болеют биполярным расстройством одинаково часто, хотя Крепелин считал что МДП приблизительно в 66 % случаев диагностируется у женщин.
Точных данных о заболеваемости в детском возрасте нет, поскольку применимость критериев, предназначенных для диагностики у взрослых, ограничена. Общая распространённость депрессии (всех разновидностей) в юношеском возрасте составляет от 15 до 40 %. Во многих работах подчёркивается, что большей распространённости аффективных расстройств в юношеском возрасте соответствует и бо́льшая частота суицидов.
Распределение дебюта заболевания по возрасту показывает, что в возрасте от 25 до 44 лет заболевают 46,5 %, то есть около половины всех больных БАР. При этом биполярные формы чаще развиваются в более молодом возрасте, до 25 лет, а униполярные — после 30 лет.
На повышение числа случаев БАР в позднем возрасте с резким возрастанием депрессивных фаз обратил внимание ещё Крепелин. Эта закономерность была подтверждена позднейшими исследованиями. В возрасте после 50 лет манифестация наступает примерно в 20 % случаев заболевания.

## Этиология и патогенез
Причины и механизм развития биполярного аффективного расстройства полностью пока не ясны, хотя в последнее время в этой области появились существенные новые данные, в первую очередь о характере наследования склонности к заболеванию и о его нейрохимии. Кроме того, изучение действия антидепрессантов и других лекарственных средств на уровне нервных клеток позволяет глубже понять патологические процессы, лежащие в основе БАР.
Все эти данные позволяют по-новому взглянуть на роль в развитии болезни установленных ранее нарушений обмена биогенных аминов, эндокринных сдвигов, изменений водно-солевого обмена, патологии циркадных ритмов, влияния пола и возраста, конституциональных особенностей организма. Основанные на этих данных гипотезы описывают не только представления о биологической сущности заболевания, но и дают информацию о роли отдельных факторов в формировании клинических особенностей болезни.
Накопление данных о заболеваемости в семьях больных, особенно среди монозиготных близнецов позволили установить количественное взаимоотношение генетических и средовых факторов в развитии биполярного расстройства. Исследования показали, что вклад генетических факторов составлял 70 %, а средовых — 30 %. При этом вклад случайных средовых факторов был равен 8 %, а общесемейных — 22 %. В более поздних (1989) зарубежных исследованиях вклад генетических факторов оценён порядком 80 %, а случайных средовых — 7 %, что достаточно близко соответствует предшествовавшим данным.

### Генетические факторы
Характер наследования предрасположенности к заболеванию (одним или многими генами, либо с участием механизмов фенокопирования, и т. д.) до сих пор не ясен,
хотя есть данные в пользу передачи болезни единственным доминантным геном с неполной пенетрацией, возможно, сцепленного с X-хромосомой, что особенно характерно для биполярных психозов, в отличие от униполярных. Тем же сцеплением можно объяснить сцепленное наследование МДП и цветовой слепоты, которая рассматривается даже как генетический маркер аффективных нарушений. Кроме того, к генетическим маркерам относят недостаточность фермента глюкозо-6-фосфатдегидрогеназы (G6PO). 
В процессе исследований методом генетического картирования, основанных на сканировании генома у членов семей, имеющих больных, были получены результаты, говорящие о различных локациях соответствующих генов (в частности, перицентромерной области 18-й хромосомы,
локусе q22.3 21-й хромосомы,
либо в локусe q23
18-й хромосомы (но не в её центромерной области)). Первая работа по скринингу генома с целью установления корреляции БАР с последовательностями нуклеотидов продемонстрировала, что есть несколько генов (в наибольшей степени DGKH, кодирующий ключевой протеин чувствительного к литию механизма фосфорилирования инозитола), каждый из которых достоверно увеличивает риск заболевания (в умеренной степени). Это говорит о возможной генетической гетерогенности заболевания.
Как и при шизофрении, в посмертных образцах мозга отмечается изменение экспрессии некоторых молекул, таких как GAD67 и рилина, однако неясно, что именно их вызывает — патологический процесс либо приём лекарств. Ведутся поиски эндофенотипов для более точного обнаружения генетических основ расстройства.

### Факторы риска
Хотя по данным Крепелина у женщин было диагностировано две трети случаев МДП, по более современным данным, биполярными формами аффективных расстройств чаще страдают мужчины, а монополярные в три раза чаще развиваются у женщин. Аффективный психоз часто развивается у женщин в период менструаций (особенно менархе), после родов, в инволюции, что подтверждает участие эндокринного фактора в его патогенезе.
Установлено, что у женщин, перенёсших послеродовую депрессию, впоследствии чаще возникает биполярный психоз. Однако при этом неясно, является ли постнатальная депрессия провоцирующим фактором, либо роды вызывают дебют биполярного расстройства, которое ошибочно диагностируется как большая депрессия.
Известны данные о том, что фазообразование при биполярном расстройстве зависит от воздействия внешних (психогенных и соматогенных) факторов. Было выявлено их отчётливое влияние на возникновение манифестных фаз при монополярном и биполярном (с преобладанием одного из двух полюсов) типе течения фазных аффективных расстройств. Но если в картине монополярного депрессивного расстройства провоцирующие факторы, отражаясь на клинической картине манифестного состояния, обусловливают его сходство с реактивной по структуре депрессией и, следовательно, играют патогенетическую роль (для этой формы расстройства характерно сохранение реактивного фазообразования на всём протяжении заболевания), то в случаях монополярного маниакального или биполярного аффективного расстройства роль внешних факторов определяется лишь как провоцирующая дебют заболевания, а в дальнейшем фазы заболевания возникают чаще всего самопроизвольно. При этом, чем больше в картине заболевания представлен маниакальный аффект, тем меньшее влияние оказывают на фазообразование внешние факторы.
Женщины, испытавшие психиатрический эпизод любого характера непосредственно в послеродовой период, имеют повышенный риск развития биполярного психоза. В частности, если такой эпизод произошёл в течение 14 дней после родов, риск развития в последующем биполярной болезни увеличивается четырёхкратно. Кроме того, роды могут спровоцировать биполярное заболевание у женщин, ранее имевших психиатрические проблемы (14 % из лечившихся психотропными препаратами в предшествовавшие 15 лет).

#### Характерные особенности личности
Некоторые личностные особенности связаны с повышенным риском заболеть биполярным расстройством. К ним относятся, например, меланхолический тип личности и статотимический тип, которые определяются прежде всего подчёркнутой ориентацией на упорядоченность, постоянство, ответственность. Другие авторитетные специалисты также отмечали, что повышенная добросовестность и психастенические черты личности в период до заболевания чаще отмечаются при монополярном депрессивном варианте МДП. Также установлено (Б. С. Беляев, 1989), что при монополярных вариантах течения аффективного психоза гораздо чаще (70 %), чем при собственно биполярных (34 %), до заболевания наблюдались шизоидные черты личности.
Фактором риска являются также преморбидные особенности личности, связанные с эмоциональной неустойчивостью, которая выражается в чрезмерных аффективных реакциях на внешние причины, а также в спонтанных колебаниях настроения. С другой стороны, к заболеванию предрасположены люди, страдающие явлениями дефицитарности в какой-либо сфере психической деятельности. В их личностных проявлениях преобладают недостаточность собственно эмоций, консерватизм личности; их психические реакции отличаются ригидностью, монотонностью и однообразием.

## Клиническая картина, течение
Количество фаз, возможных у каждого больного, непредсказуемо — расстройство может ограничиться даже единственной фазой (мании, гипомании или депрессии) за всю жизнь, однако в этом случае правильнее говорить о длительной, иногда в десятки лет, интермиссии. Заболевание может проявляться только маниакальными, только гипоманиакальными или только депрессивными фазами или же их сменой с правильным или неправильным чередованием (см. выше).

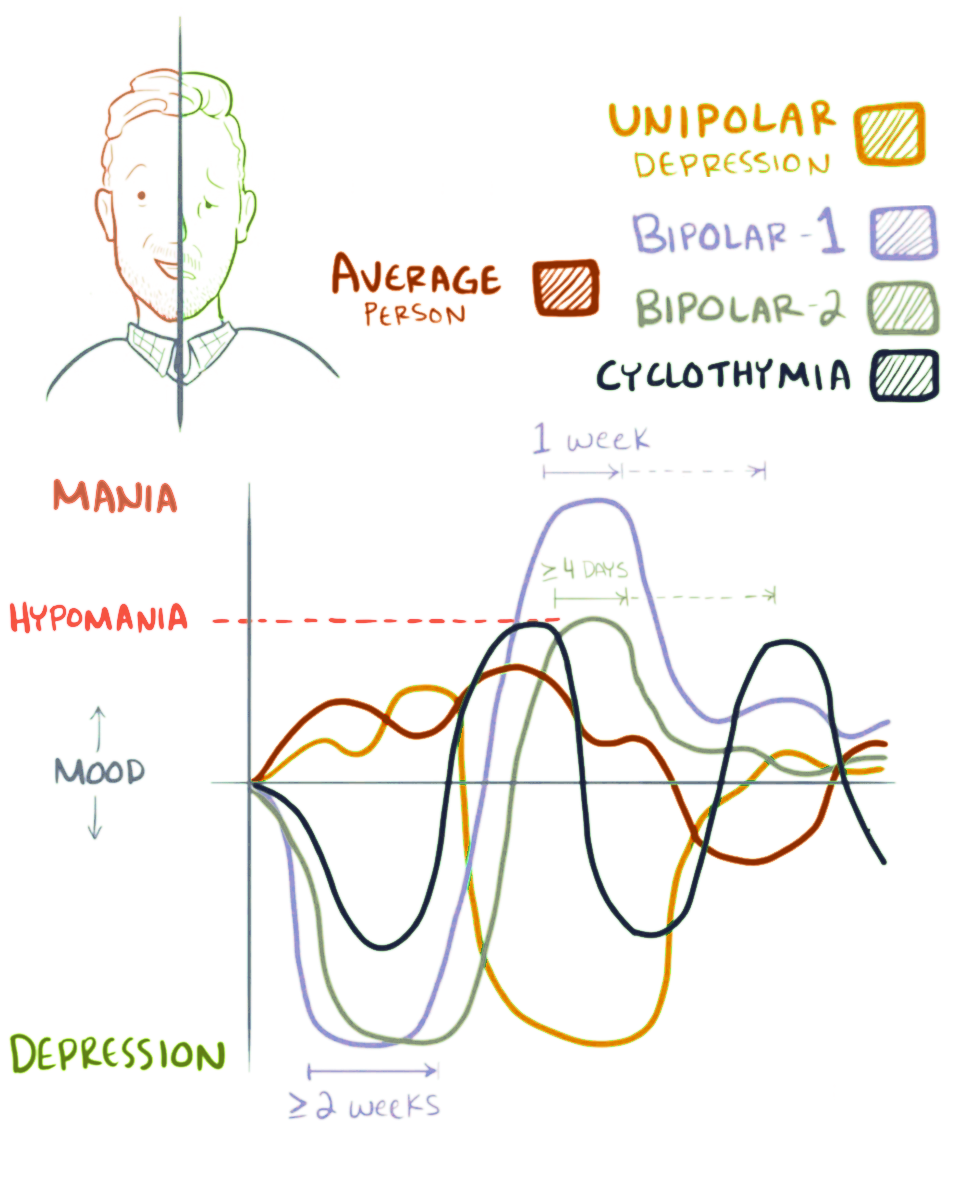
Графическое представление течения биполярного расстройства и циклотимии

Длительность фаз колеблется от нескольких дней до 1,5—2 лет (в среднем 3—7 месяцев), при этом (гипо)маниакальные фазы в среднем в три раза короче депрессивных.
Длительность «светлых» промежутков (интермиссий или интерфаз) между фазами может составлять от 3 до 7 лет; «светлый» промежуток может совсем отсутствовать. Атипичность фаз может проявляться непропорциональной выраженностью стержневых (аффективных, моторных и идеаторных) расстройств, неполным развитием стадий внутри одной фазы, включением в психопатологическую структуру фазы навязчивых, сенестопатических, ипохондрических, гетерогенно-бредовых (в частности, параноидных), галлюцинаторных и кататонических расстройств.
Ущерб от биполярных депрессий превышает ущерб от (гипо)маниакальных фаз, поскольку пациенты проводят в депрессии больше времени, у них значительно больше нарушений в профессиональной, социальной и семейной жизни, высок риск самоубийства во время и после депрессии.

### Течение маниакальной фазы
Маниакальная фаза представлена триадой основных симптомов:
- повышенное настроение (гипертимия)
- двигательное возбуждение
- идеаторно-психическое возбуждение (тахипсихия)

В течении «полной» маниакальной фазы выделяют пять стадий.
1. Гипоманиакальная стадия (F31.0 по МКБ-10) характеризуется повышенным настроением, появлением чувства духовного подъёма, физической и психической бодрости. Речь многословная, ускоренная, падает количество смысловых ассоциаций с нарастанием механических ассоциаций (по сходству и созвучию в пространстве и времени). Характерно умеренно выраженное двигательное возбуждение. Внимание характеризуется повышенной отвлекаемостью. Характерна гипермнезия. Умеренно снижается продолжительность сна и повышается аппетит.
2. Стадия выраженной мании характеризуется дальнейшим нарастанием выраженности основных симптомов фазы. Больные непрерывно шутят, смеются, на фоне чего возможны кратковременные вспышки гнева. Речевое возбуждение выраженное, достигает степени скачки идей (лат. fuga idearum). Выраженное двигательное возбуждение, выраженная отвлекаемость приводят к невозможности вести с больным последовательную беседу. На фоне переоценки собственной личности появляются бредовые идеи величия. На работе больные строят радужные перспективы, вкладывают деньги в бесперспективные проекты, проектируют безумные конструкции. Длительность сна снижается до 3—4 часов в сутки.
3. Стадия маниакального неистовства характеризуется максимальной выраженностью основных симптомов. Резко двигательное возбуждение носит беспорядочный характер, речь внешне бессвязна (при анализе удаётся установить механически ассоциативные связи между компонентами речи), состоит из отрывков фраз, отдельных слов или даже слогов.
4. Стадия двигательного успокоения характеризуется редукцией двигательного возбуждения на фоне сохраняющегося повышенного настроения и речевого возбуждения. Интенсивность двух последних симптомов также постепенно снижается.
5. Реактивная стадия характеризуется возвращением всех составляющих симптомов мании к норме и даже некоторым снижением по сравнению с нормой настроения, лёгкой моторной и идеаторной заторможенностью, астенией. Некоторые эпизоды стадии выраженной мании и стадия маниакального неистовства у больных могут амнезироваться.

Для определения тяжести выраженности маниакального синдрома используется оценочная шкала маний Янга.

### Течение депрессивной фазы
Депрессивная фаза представлена противоположной маниакальной стадии триадой симптомов: подавленным настроением (гипотимия), замедленным мышлением (брадипсихия) и двигательной заторможенностью.
В целом БАР чаще проявляется депрессивными, нежели маниакальными состояниями. Для всех стадий течения депрессивной фазы характерны суточные колебания, с улучшением настроения и общего самочувствия в вечерние часы.
У больных исчезает аппетит, пища кажется безвкусной («как трава»), больные теряют в весе, иногда значительно (до 15 кг). У женщин на период депрессии исчезают менструации (аменорея). При неглубокой депрессии отмечаются характерные для БАР суточные колебания настроения: самочувствие хуже с утра (просыпаются рано с чувством тоски и тревоги, бездеятельны, безразличны), к вечеру несколько повышается настроение, активность. С возрастом в клинической картине депрессии всё большее место занимает тревога (немотивированное беспокойство, предчувствие, что «что-то должно случиться», «внутреннее волнение»).
В течении депрессивной фазы выделяют четыре стадии:
1. Начальная стадия депрессии проявляется нерезким ослаблением общего психического тонуса, снижением настроения, умственной и физической работоспособности. Характерно появление умеренных расстройств сна в виде трудности засыпания и его поверхностности.
2. Стадия нарастающей депрессии характеризуется уже явным снижением настроения с появлением тревожного компонента, резким снижением физической и психической работоспособности, двигательной заторможенностью. Речь медленная, немногословная, тихая. Нарушения сна выливаются в бессонницу. Характерно заметное снижение аппетита.
3. Стадия выраженной депрессии — все симптомы достигают максимального развития. Характерны тяжёлые психотические аффекты тоски и тревоги, мучительно переживаемые больными. Речь резко замедленная, тихая или шёпотная, ответы на вопросы односложные, с большой задержкой. Больные подолгу могут сидеть или лежать в одной позе (т. н. «депрессивный ступор»). Характерна анорексия. На этой стадии появляются депрессивные бредовые идеи (самообвинения, самоуничижения, собственной аморальности (греховности), ипохондрические). Также характерно появление суицидальных мыслей, действий и попыток. Суицидальные попытки наиболее часты и опасны в начале стадии и на выходе из неё, когда на фоне резкой гипотимии (крайне подавленного настроения) отсутствует выраженная двигательная заторможенность. Иллюзии и галлюцинации редки, однако они могут быть (главным образом слуховые), чаще в виде голосов, сообщающих о безнадёжности состояния, бессмысленности бытия, рекомендующих покончить с собой.
4. Реактивная стадия характеризуется постепенной редукцией всех симптомов, некоторое время сохраняется астения, но иногда, наоборот, отмечается некоторая гипертимия, говорливость, повышенная двигательная активность.

При БАР нередко наблюдается вариант депрессивной фазы, близкий к атипичной депрессии, при котором наблюдается не снижение аппетита, массы тела и бессонница, а напротив, гиперфагия, увеличение массы тела и гиперсомния; характерны ощущение тяжести в теле, эмоциональная лабильность, высокий уровень психомоторной заторможенности, высокий уровень тревожности, чувствительность к ситуациям фрустрации, раздражительность. Некоторые авторы считают эти проявления наиболее значимыми клиническими признаками биполярной депрессии, противопоставляя их признакам униполярной депрессии, для которой, по их мнению, характерны более «типичные» депрессивные признаки, описанные выше.
Сравнительный анализ популяции лиц, страдающих депрессией, в исследовании EPIDEP показал, что при сопоставимой тяжести основных депрессивных проявлений у биполярных пациентов чаще, чем у пациентов с униполярной депрессией, отмечались явления деперсонализации, дереализации, повышение массы тела, гиперсомния, а кроме того, более интенсивные суицидальные мысли и идеи самообвинения. Больные с униполярной депрессией чаще отмечали у себя такие симптомы, как двигательная и интеллектуальная заторможенность, снижение энергичности, пессимистическую оценку перспектив.
В обеих группах в структуре депрессии присутствовали симптомы тревоги, но у униполярных больных при оценке по шкале тревоги Гамильтона преобладали соматические её проявления — мышечное напряжение, симптомы со стороны желудочно-кишечного тракта и дизурия, а у биполярных больных оказались более выражены собственно психологические проявления тревоги — ощущение предельного напряжения, тревожное ожидание и тревожное предвосхищение, обсессивная и фобическая симптоматика.

#### Варианты течения депрессивной фазы
- простая депрессия — триада депрессивного синдрома без бреда;
- ипохондрическая депрессия — депрессия с аффективным ипохондрическим бредом;
- бредовая депрессия (см. «синдром Котара»);
- ажитированная депрессия характеризуется отсутствием или слабой выраженностью двигательной заторможенности;
- анестетическая депрессия характеризуется наличием явления болезненной психической нечувствительности (лат. anaesthesia psychica dolorosa), когда больной утверждает, что совершенно утратил способность любить близких, природу, музыку, утратил вообще все человеческие чувства, стал абсолютно бесчувственным, причём эта утрата глубоко переживается как острая душевная боль.

### Смешанные состояния
а) Аффективные смешанные эпизоды характеризуются как состояния, при которых один из компонентов триады (настроение, двигательная активность, мышление) противоположен полюсу других компонентов: к этим состояниям относятся, с одной стороны, ажитированная депрессия, тревожная депрессия и депрессия со скачкой идей; с другой — заторможенная мания, непродуктивная мания и дисфорическая мания. Порой выделяют и другие смешанные состояния — например, ипохондрическую манию, манию со ступором, депрессию с явлениями эмоциональной гиперреактивности, астеническую манию.
| Аффективные расстройства               | Настроение (аффект) | Мышление    | Моторная (двигательная) активность |
| -------------------------------------- | ------------------- | ----------- | ---------------------------------- |
| Тревожно-депрессивная мания            | депрессивный        | ускоренное  | повышенная                         |
| Возбуждённая (ажитированная) депрессия | депрессивный        | замедленное | повышенная                         |
| Депрессия со «скачкой идей»            | депрессивный        | ускоренное  | пониженная                         |
| Непродуктивная мания с обеднением речи | маниакальный        | замедленное | повышенная                         |
| Заторможенная мания                    | маниакальный        | замедленное | пониженная                         |

б) Также к смешанным эпизодам относят состояния, при которых быстро (обычно в течение нескольких часов) чередуются симптомы гипомании (мании) и депрессии .
К атипичным смешанным состояниям относят смешанные состояния, которые формируются в результате присоединения к аффективной триаде одного полюса (то есть маниакальной или депрессивной триаде) симптомов, феноменологически родственных противоположному полюсу аффекта: так, к маниакальной триаде могут присоединяться, например, астенические или ипохондрические расстройства.
Смешанные аффективные эпизоды встречаются сравнительно часто (особенно у молодых пациентов): по некоторым данным, у 13,9—39,4 % и 5,1—12,0 % пациентов с БАР I и II типа соответственно. Эти состояния вызывают трудности в диагностике и выборе метода лечения, часто оказываются резистентными. Границы между «чистой» манией и смешанным состоянием нечёткие, так как депрессия часто скрывается за маниакальным фасадом и легко провоцируется ситуационными факторами.
Смешанные состояния, по данным многих исследователей (C. Nunn; R. Post и соавт.; S. McElroy и соавт.), часто возникают у тех пациентов, у которых аффективное заболевание манифестировало в подростково-юношеском возрасте. J. Weckerly приводит данные, согласно которым смешанные состояния при биполярном расстройстве встречаются у подростков и юношей в ⅓ случаев. Согласно данным B. Geller и соавт., среди тех пациентов с аффективными заболеваниями, у кого заболевание началось в пубертатном возрасте, доля пациентов со смешанными аффективными состояниями достигает 55 % случаев.
Для пациентов со смешанными состояниями характерен высокий суицидальный риск: до 60 % пациентов со смешанными состояниями сообщают о суицидальных намерениях, и около 50 % пациентов юношеского возраста с биполярным расстройством, совершивших удачную попытку самоубийства, находились в смешанном состоянии.

### Быстрые циклы
Сложный для диагностики вариант течения, который часто путают со смешанными состояниями. При быстроциклическом биполярном расстройстве наблюдается более четырёх эпизодов мании, депрессии или смешанного состояния в течение года. Они могут быть разделены периодом ремиссии или же могут завершаться «инверсией аффекта» — непосредственной сменой фазы на противоположную. При этом каждый депрессивный эпизод длится не менее, чем две недели, каждый маниакальный или смешанный эпизод — не менее одной недели, каждый гипоманиакальный эпизод — как минимум 4 дня. Существуют понятия «ультрабыстрых» циклов (4 или более аффективных фаз в течение 1 месяца).
Быстрые циклы наблюдаются примерно у 10—15 % пациентов с биполярным расстройством. Чаще они возникают на поздних стадиях заболевания, факторами риска развития быстрых циклов являются женский пол и биполярное расстройство II типа. К вторичным причинам развития быстрых циклов относятся гипотиреоз (в том числе вызванный приёмом лития), злоупотребление алкоголем и другими веществами, сопутствующие физические заболевания (в том числе апноэ во сне, рассеянный склероз, травма головы). В 30—40 % случаев развитию быстрых циклов предшествует приём антидепрессантов: эти препараты могут вызывать инверсию фазы (переключение депрессии на манию или гипоманию) и быструю цикличность.
Для пациентов с быстрыми циклами характерен неблагоприятный индивидуальный прогноз, нередко устойчивость к лечению, низкая комплаентность.

## Диагностика
С формальной точки зрения обязательным критерием диагностики являются как минимум два аффективных эпизода, из которых как минимум один должен быть (гипо)маниакальным либо смешанным.
Разумеется, при установлении диагноза врач рассматривает гораздо больше факторов и принимает решения исходя из их совокупности. При этом большое внимание должно уделяться дифференциальной диагностике (см. ниже). В частности, аффективные эпизоды могут быть вызваны экзогенными причинами — например, реактивные депрессивные эпизоды (реакция на психотравмирующие события); гипоманиакальные эпизоды, вызванные гиперстимуляцией, химической либо нехимической (например, недосыпание); и тому подобное. Игнорирование подобных случаев может привести к гипердиагностике БАР.
Однако чаще случаются ошибки противоположного рода: поскольку гипоманиакальные эпизоды часто выпадают как из поля зрения врача,
так и самого пациента (который может не считать их болезненными состояниями), ему может быть поставлен ошибочный диагноз обычной либо периодической депрессии. Возможно, что с введением в США в классификацию отдельной нозологической единицы БАР II (без маниакальных эпизодов) и связан наблюдаемый рост диагностики биполярного расстройства в этой стране.
Существенное значение имеет как можно более ранняя диагностика биполярной болезни: если лечение начинается, когда пациент перенёс только один (гипо)маниакальный эпизод, оно бывает вдвое эффективнее, чем лечение, начатое после нескольких аффективных эпизодов. Однако, по данным американских исследователей, свыше трети пациентов с биполярным расстройством правильный диагноз был поставлен лишь спустя 10 и более лет после первого эпизода болезни.

### Дифференциальная диагностика
Проведение дифференциальной диагностики БАР необходимо практически со всеми видами психических расстройств: униполярной депрессией, расстройствами личности (ПРЛ), шизофренией, злоупотреблением психоактивными веществами и аффективными расстройствами, имеющими соматические или неврологические причины, неврозами, инфекционными, психогенными, токсическими, травматическими психозами, олигофренией. Значительные трудности представляет собой дифференциальная диагностика БАР с расстройствами шизофренического спектра, а также с униполярной рекуррентной депрессией.
К признакам, предположительно указывающим на биполярное течение расстройства, а не униполярную депрессию, относится раннее возникновение первого эпизода депрессии (до 20 лет), тяжёлая послеродовая депрессия, резкое начало эпизода (в течение 1—2 дней), частые эпизоды депрессии (1—2 в год), её атипичность. Скрининг на биполярное расстройство (особенно II типа) нужно проводить у всех пациентов, страдающих рекуррентной депрессией молодого возраста и после родов.
При наличии у пациента мании, развившейся на фоне приёма антидепрессантов, но отсутствии в анамнезе маниакальных эпизодов наиболее вероятным диагнозом должно быть вызванное лекарственным препаратом расстройство настроения. О диагнозе биполярного расстройства можно думать только в том случае, если симптомы мании наблюдались и до приёма антидепрессанта либо же если симптомы мании длятся не менее месяца после отмены антидепрессанта. Сходные диагностические соображения должны применяться к пациентам, злоупотребляющим психоактивными веществами (например, кокаином, амфетамином) с психотомиметическим действием, способными вызвать маниакальные состояния.
Известно, что до 86 % лиц, страдающих биполярным расстройством, на протяжении жизни испытывают психотические симптомы: бред, галлюцинации. Однако частые, длительные или рецидивирующие галлюцинации нехарактерны для БАР, их наличие позволяет отнести заболевание к шизофрении или шизоаффективному расстройству.
Для российской психиатрии характерна исторически сложившаяся традиция расширительной диагностики шизофрении, оставляющая в границах БАР только приступы «чистых» депрессий и маний с присущими им ложными идеями. К тому же многие из симптомов, относящихся к диагностическим критериям маниакального состояния (такие, как, например, очень выраженное речевое возбуждение), часто рассматриваются ошибочно в рамках симптоматики шизофренического спектра; анергические депрессии часто трактуются в рамках дефицитарных нарушений, а тревожно-депрессивный аффект тенденциозно рассматривается в рамках параноидного синдрома. Во многих случаях за «шизофренический дефект» принимаются эмоционально-волевые и когнитивные проявления нейролептического паркинсонизма, которые бесследно исчезают после прекращения приёма пациентом нейролептиков.
Ошибочная диагностика шизофрении при биполярном расстройстве опасна в том числе потому, что она приводит к назначению на длительный срок мощных классических (типичных) нейролептиков, часто в депонированной форме, а в результате — к формированию затяжных, не подвергающихся трансформации маниакальных состояний или к инверсии аффекта с затяжными адинамическими депрессиями. Это может привести к инвалидизации пациентов, как и возникающая вследствие длительного применения таких препаратов хроническая экстрапирамидная симптоматика. Гипердиагностика шизофрении представляет собой фактор стигматизации пациентов в обществе, обусловливает ошибки в судебно-психиатрической практике, необоснованные переводы на инвалидность и увеличение экономических затрат.
Очень важна ранняя диагностика гипоманиакальных состояний, так как невыявление их у больных БАР II типа влечёт за собой постановку диагноза рекуррентной депрессии и назначению на неадекватно длительный срок антидепрессантов, что может привести в дальнейшем к утяжелению течения биполярного аффективного расстройства и формированию с трудом поддающейся лечению быстрой цикличности. Такие ошибки, как и ошибочная диагностика шизофрении, распространены в России и других странах постсоветского пространства, приводя к отягощению заболевания, социальной дезадаптации и инвалидизации.
Гиподиагностика БАР часто имеет место и в западных странах. Так, по результатам исследования Hirschfeld et al. (2003), 69 % пациентов до установления диагноза БАР наблюдались с другими диагнозами: униполярная депрессия (60 %), тревожное расстройство (26 %), шизофрения (18 %), пограничное или антисоциальное расстройство личности (17 %), злоупотребление алкоголем или другими веществами (16 %), шизоаффективное расстройство (11 %). В нескольких независимых диагностических исследованиях было установлено, что почти у 50 % молодых пациентов с диагнозом рекуррентной депрессии в дальнейшем выявляется биполярный тип течения — другими словами, они переносят хотя бы один маниакальный или гипоманиакальный эпизод. Правильный диагноз биполярного расстройства в среднем устанавливается только через 10 лет после начала заболевания.
Так как у больных с нарушениями функции щитовидной железы часто развиваются депрессивные или маниакальные симптомы, при наличии у пациента расстройств настроения целесообразно проводить оценку функции щитовидной железы, чтобы выявить или исключить соматическую причину психических нарушений. Правильно назначенное лечение гипо- и гипертиреоза приводит в большинстве случаев к редукции психических симптомов.
Терапия антидепрессантами при гипотиреозе, как правило, оказывается неэффективной; кроме того, у пациентов с нарушениями функции щитовидной железы повышен риск развития нежелательных эффектов психотропных препаратов. В частности, трициклические антидепрессанты (и реже — ингибиторы МАО) могут приводить у пациентов с гипотиреозом к быстрой цикличности. Назначение препаратов лития при гипертиреозе (тиреотоксикозе) может приводить к кратковременному симптоматическому улучшению с последующим усилением симптомов гипертиреоза и развитием офтальмопатии.

## Терапия

### Фармакотерапия
Для лечения биполярного аффективного расстройства I и II типа и профилактики обеих фаз заболевания используют препараты лития, противоэпилептические препараты, в частности такие как вальпроаты, карбамазепин и ламотриджин, некоторые из атипичных нейролептиков, в частности кветиапин и оланзапин. Все указанные препараты называются нормотимиками (стабилизаторами настроения, тимостабилизаторами). Они могут использоваться в сочетании друг с другом, при этом нежелательно применять два препарата одной и той же группы (например, два нейролептика).
Поскольку дискретное течение психоза — в противоположность непрерывному — прогностически благоприятно, достижение ремиссии всегда представляет собой основную цель терапии.
Для купирования фаз рекомендуется «агрессивная психофармакотерапия», чтобы не допустить образования резистентных состояний. Имеется в виду, что следует начинать лечение с назначения относительно высокой дозы препаратов и быстро повышать дозировки до оптимального в данном конкретном случае уровня, ориентируясь по состоянию больного. Однако в случае биполярного расстройства следует уделять особое внимание тому, чтобы не допустить инверсии фазы, то есть непосредственной смены фазы на противоположную под воздействием чрезмерно активного противоманиакального либо антидепрессивного лечения. Инверсия фазы (то есть фактически непосредственная смена фаз по циркулярному типу течения, без «светлого» промежутка между фазами) является прогностически неблагоприятной и ухудшает общее состояние пациента. 
Препараты лития, вальпроаты и карбамазепин эффективны как при лечении, так и профилактике маниакальных и депрессивных фаз, но прежде всего при лечении мании и при профилактической терапии; менее эффективны они при лечении биполярной депрессии. Ламотриджин, как считается, эффективен прежде всего при лечении и профилактике депрессивных фаз и неэффективен при лечении маниакальных эпизодов. Впрочем, его эффективность при депрессивных фазах (как и при быстрой цикличности) тоже подвергается сомнению: утверждается, что с учётом отрицательных исследований, первоначально не опубликованных, препарат обладает весьма ограниченной, если таковая вообще имеется, эффективностью при острой биполярной депрессии и быстрой цикличности.
При всех аффективных расстройствах лечение препаратами лития достоверно снижает частоту самоубийств, что было подтверждено метаанализом 48 рандомизированных исследований. Это происходит не только за счёт лечения заболевания, но также и потому, что литий снижает агрессивность и, возможно, импульсивность. Кроме того, при лечении литием частота самоубийств снижается по сравнению с лечением другими препаратами, снижается также и общая смертность.
Нейролептики (они же антипсихотические препараты) эффективны на короткие промежутки времени лечения маниакальной фазы, в то время как препараты лития предпочтительно использовать при долгосрочном лечении. Антидепрессанты можно использовать только во время депрессивной фазы, причём обязательно в сочетании с нормотимиками. Три атипичных антипсихотика (луразидон, оланзапин и кветиапин) показали наличие эффективности при лечении биполярной депрессии в виде монотерапии, тогда как только оланзапин и кветиапин доказали эффективность широкого спектра профилактической терапии (то есть профилактики всех трёх типов фаз — маниакальной, смешанной и депрессивной). При этом оланзапин имел менее предпочтительное соотношение риска/пользы, чем у препаратов лития, во время профилактической терапии.
Существует также мнение, что нейролептики желательно назначать при БАР только в том случае, если у пациента наблюдается выраженное возбуждение или психотические проявления.
Эффективность лечения биполярного расстройства существенно зависит от количества перенесённых эпизодов заболевания. Как уже отмечалось, лечение, начатое после первого же (гипо)маниакального эпизода, бывает вдвое эффективнее, чем лечение, начатое после нескольких аффективных эпизодов. Например, при монотерапии оланзапином, рекомендованным как препарат первой линии для лечения маниакальных эпизодов, а в комбинации с флуоксетином и для депрессивных фаз БАР, благоприятная реакция у больных, перенёсших 1—5 эпизодов, составляла 52—69 % во время лечения маниакальных фаз и 10—50 % во время поддерживающей терапии. При лечении больных, перенёсших более 5 эпизодов, эффект был заметно меньше: 29—59 % и 11—40 % соответственно. Вероятность рецидива (гипо)маниакального либо депрессивного эпизода, несмотря на лечение оланзапином, удваивается у пациентов, перенёсших более 5 аффективных эпизодов. Также при поддерживающей терапии вероятность рецидива повышается соответственно на 40—60 % в группах пациентов, перенёсших от 1 до 5, 6—10 и свыше 10 эпизодов болезни. Поскольку другие данные показывают, что остаточная симптоматика, сопутствующие заболевания и несоблюдение режима лечения играют большую роль в рецидивировании заболевания, эти факторы также заслуживают повышенного внимания для более успешного лечения на длительном промежутке времени и с точки зрения исхода заболевания.
Резистентные биполярные расстройства нередко приводят к полипрагмазии (назначению нескольких лекарственных средств одновременно). В этих случаях количество назначаемых препаратов порой бывает чрезмерным, а также назначаются несколько препаратов одной фармакологической группы. Подобная схема может включать в себя, например, шесть лекарственных средств, в том числе два нейролептика и два бензодиазепина. Такого рода назначения являются неоправданными, и более благоразумным решением в этом случае будет постепенная отмена хотя бы нескольких препаратов и критическая оценка значения других. Схему лечения желательно ограничить максимум тремя психотропными средствами различных фармакологических групп (например, нормотимик, нейролептик и, при необходимости, антидепрессант).

#### Депрессивная фаза
Обсуждение вопроса о месте антидепрессантов в терапии биполярной депрессии представляет собой одну из самых сложных и длительных дискуссий в психиатрии. Одна из причин этого в способности антидепрессантов приводить при биполярной депрессии к таким последствиям, как повышение риска эмоциональной нестабильности и провоцирование маниакальных состояний. Кроме того, доказательные данные об эффективности антидепрессантов, с одной стороны, и «стабилизаторов настроения» (нормотимиков) с другой, интерпретируются по-разному: одни авторы настаивают, что данные о пользе антидепрессантов при биполярной депрессии недостаточно чёткие, другие (при оценке той же самой базы данных доказательной медицины), напротив, подчёркивают, что существует больше свидетельств об эффективности антидепрессантов, чем нормотимиков.
Несмотря на разногласия в выработке рекомендаций по лекарственной терапии, по данным доказательной медицины по-прежнему «золотым стандартом» в лечении остаются нормотимики, и при появлении признаков депрессии рекомендуется в первую очередь оптимизация их дозировки.
В большинстве клинических рекомендаций антидепрессанты сохраняют свою роль в терапии биполярной депрессии, но их рекомендуется применять минимально возможный срок и с самого начала сочетать с нормотимиками, позволяющими предотвратить инверсию фазы, — такой способностью обладают прежде всего вальпроаты, карбамазепин и окскарбазепин, препараты лития, а также атипичные антипсихотики. Кроме того, нормотимики обладают собственным антидепрессивным действием, а также позволяют преодолеть резистентность к антидепрессантам. Например, согласно исследованию 2007 года ламотриджин может лечить депрессивную фазу, не вызывая мании, гипомании, смешанных состояний или быстрой смены состояний.
В одном из исследований показано, что сочетание двух нормотимиков, одним из которых является литий, а вторым — противосудорожный препарат (карбамазепин, ламотриджин или вальпроат), по эффективности купирования депрессивной симптоматики у пациентов с биполярным расстройством не уступает комбинации нормотимика и антидепрессанта, однако несколько хуже переносится пациентами.
При назначении высоких доз лития или карбамазепина в клинической практике могут возникать проблемы, связанные с переносимостью. Кроме того, длительное и/или интенсивное назначение этих двух препаратов может приводить к гипотиреозу, что, в свою очередь, ведёт к аффективной нестабильности. Для лития характерны и такие недостатки, как узкое терапевтическое окно и сложность определения дозы по достигнутой концентрации, что делает его потенциально токсичным и небезопасным препаратом с большим количеством побочных явлений.
Депакин (вальпроат натрия), в отличие от лития и карбамазепина, не влияет на функцию щитовидной железы. Кроме того, для него характерно свойство уменьшать частоту фазовых состояний у пациентов с быстрыми циклами. Лишь для этого препарата существует рекомендация по форсированному наращиванию доз, поэтому депакин является препаратом выбора по предотвращению развития не только маниакальной, но и формирующейся депрессивной фазы. По некоторым данным, депакин представляет собой средство выбора в купировании симптомов тревоги в динамике депрессивной фазы — как в продромальный период, так и на этапе развёрнутого депрессивного эпизода.
Из атипичных антипсихотиков к нормотимикам чаще всего относят кветиапин, оланзапин, клозапин и рисперидон. Антидепрессант флуоксетин особенно эффективен в сочетании с оланзапином. Выпускается также комбинированный препарат — оланзапин+флуоксетин — Симбиакс для лечения как биполярных депрессивных эпизодов, так и резистентных депрессий. При применении атипичных нейролептиков могут возникать такие побочные эффекты, как метаболические нарушения (с риском ожирения, сахарного диабета, сердечно-сосудистых заболеваний), седация и сонливость, повышение уровня пролактина, а также (гораздо реже, чем при приёме типичных нейролептиков) — экстрапирамидные расстройства. Вызываемая некоторыми атипичными нейролептиками (прежде всего рисперидоном и амисульпридом) гиперпролактинемия (повышение пролактина) при длительной терапии сама по себе может приводить к возникновению тревожных и депрессивных нарушений.
Хотя атипичный антипсихотик арипипразол нередко используется при биполярной депрессии, данные относительно возможности его применения в депрессивной фазе неоднозначны, как показывает систематизированный обзор, опубликованный в Annals of General Psychiatry в 2009 году; причиной этого является отмечавшаяся в исследованиях плохая переносимость. Для арипипразола мало характерны побочные эффекты, свойственные большинству остальных атипичных антипсихотиков, однако он может вызывать, в частности, бессонницу и возбуждение.
В большинстве рекомендаций по терапии биполярного расстройства указывается на эффективность применения антидепрессантов в комбинации с нормотимиками в купировании развёрнутого депрессивного эпизода. Тем не менее результаты исследований эффективности антидепрессантов при биполярной депрессии противоречивы: помимо положительных результатов, накапливаются данные о недостаточной эффективности антидепрессантов при этом расстройстве или даже об отсутствии их преимущества по сравнению с плацебо. Так, анализ FDA обнаружил, что бо́льшая часть исследований с отрицательным результатом не была опубликована либо преподносилась как исследования с положительным результатом.
Некоторые авторы рекомендуют применение антидепрессантов при биполярной депрессии только в тех случаях, если депрессия у пациентов не проходит, несмотря на терапию нормотимиками. Считается также, что назначение антидепрессантов в небольших дозах позволяет снизить риск «переключения» депрессии в маниакальное или смешанное состояние, а также развитие быстрой цикличности.
Антидепрессанты, как при униполярной депрессии, так и при биполярной подбираются с учётом структуры депрессии. При неверном подборе антидепрессанта, без учёта преобладания в его действии стимулирующего или седативного компонента, приём препарата может привести к ухудшению состояния: при назначении стимулирующего антидепрессанта — к обострению уже существующей тревоги, беспокойства, усилению суицидальных тенденций; при назначении седативного препарата — к ещё большей психомоторной заторможенности (вялости, усталости, сонливости) и снижению концентрации внимания.
При наличии симптомов классической меланхолической депрессии, при которой на первый план выходят тоска, апатия, пониженная мотивация, целесообразно назначение стимулирующих антидепрессантов, например таких, как флуоксетин, венлафаксин, милнаципран, бупропион и подобных им препаратов. При адинамической депрессии, когда на первый план выходят идеаторная и моторная заторможенность, также предпочтительны стимулирующие антидепрессанты. Очень хорошие результаты при этом типе депрессии даёт циталопрам, хотя его эффект является сбалансированным, а не стимулирующим.
Если на первый план выступают тревога и беспокойство, то используются антидепрессанты седативного действия: пароксетин, эсциталопрам, миртазапин.
Свойство провоцирования мании у пациентов с биполярной депрессией более характерно для трициклических антидепрессантов, а селективные ингибиторы обратного захвата серотонина и ингибиторы МАО вызывают инверсию фазы намного реже. В частности, при терапии биполярной депрессии, особенно в структуре БАР I типа, инверсия (переход в маниакальную фазу) в случае лечения трициклическим антидепрессантом имипрамином отмечалась приблизительно в 25 % случаев; однако существуют и другие данные: например, по данным одного метаанализа трициклические антидепрессанты вызывали инверсию аффекта в 11—38 % случаев.
Индуцированная антидепрессантами инверсия фазы считается неблагоприятным фактором, утяжеляющим общее течение биполярного расстройства. По современным представлениям, количество предшествующих эпизодов может обусловливать степень риска последующих обострений, иными словами, «фаза провоцирует фазу». Частота индуцированных антидепрессантами инверсий имеет дозозависимый характер: она тем выше, чем выше уровень применяемых дозировок. Трициклические антидепрессанты могут укорачивать светлые промежутки между эпизодами обострения заболевания. Приблизительно у 25 % пациентов с БАР бесконтрольное применение антидепрессантов может привести к формированию быстроциклического и континуального течения.
Ухудшение течения биполярного расстройства, возникающее при применении антидепрессантов без нормотимиков, может проявляться также в возникновении резистентности к психофармакотерапии, усилении депрессии (развитии связанной с приёмом антидепрессантов хронической дисфории), возникновении смешанной депрессии (то есть такого депрессивного состояния, в структуре которого присутствуют гипоманиакальные или маниакальные симптомы, чаще всего субсиндромального уровня), значительном повышении риска суицида. Эти явления связаны друг с другом — в частности, смешанная депрессия в гораздо большей степени, чем «чистая» депрессия, является фактором риска суицида; существенный риск суицида бывает также обусловлен усилением депрессии, вызванным антидепрессантами. Вероятность инверсии аффекта (развития мании или гипомании), индуцированной антидепрессантами, намного выше у пациентов со смешанной депрессией, чем у пациентов с «чистой» депрессией, а наличие в прошлом гипоманиакальных или маниакальных фаз, индуцированных антидепрессантами, обусловливает риск индуцированной антидепрессантами хронической дисфории.

#### Маниакальная фаза
Основную роль в лечении маниакальной фазы играют нормотимики (препараты лития, карбамазепин, вальпроевая кислота). Ламотриджин, применяющийся в депрессивной фазе заболевания, не считается эффективным при лечении маниакального эпизода. Вместе с тем он эффективен в профилактике маниакальной фазы или при назначении для усиления ремиссии.
В некоторых случаях для быстрого устранения симптомов маниакальной и смешанной фаз возникает необходимость в антипсихотиках, причём приоритет отдаётся атипичным. Атипичные антипсихотики также часто сочетают с препаратами лития и вальпроевой кислотой в качестве первой линии терапии при маниакальных и смешанных фазах.
С применением классических (типичных) антипсихотиков связан значительно больший риск не только инверсии фазы (развития депрессии) и нейролептик-индуцированного дефицитарного синдрома, но и экстрапирамидных нарушений, к которым больные БАР особенно предрасположены — в частности, это касается поздней дискинезии, необратимого нарушения, приводящего к инвалидизации. По результатам метаанализа, типичные нейролептики (галоперидол, хлорпромазин и др.) при терапии маниакального эпизода существенно уступают солям лития. Литий при «чистой» мании предпочтителен с патогенетической точки зрения и эффективен с точки зрения не только купирования, но и профилактики фаз, в то время как типичные нейролептики практически не влияют на механизм фазного течения.
Риск возникновения экстрапирамидных расстройств существует и при использовании у пациентов в маниакальной фазе некоторых атипичных антипсихотиков: зипрасидона, рисперидона и арипипразола (а также при использовании в депрессивной фазе кветиапина и арипипразола — с применением последнего у пациентов, страдающих биполярным расстройством, связан риск преимущественно акатизии).

#### Смешанные состояния
При лечении смешанных состояний применяются атипичные антипсихотики, противосудорожные препараты и литий. Антидепрессанты при смешанных состояниях использовать не рекомендуется. Польза их при смешанных состояниях сомнительна даже в случае добавления антидепрессанта к нормотимику, к тому же даже при таком сочетании антидепрессанты могут усиливать у пациентов с этими состояниями (гипо)маниакальные симптомы, раздражительность, дисфорию и бессонницу. Тем более сомнительна польза антидепрессантов при длительном лечении, хотя у некоторых из пациентов, страдающих смешанной депрессией, они могут эффективно применяться в долгосрочной перспективе, особенно если есть сильный первоначальный терапевтический эффект или ремиссия без признаков дестабилизации настроения.
Нет единого мнения относительно возможности применения лития: он считается малоэффективным при смешанных состояниях, но также отмечается, что его всё же желательно использовать у пациентов с этими состояниями из-за его способности предотвращать самоубийства и нейропротективного действия. В целом вальпроаты при смешанных состояниях предпочтительнее лития.
Применения типичных антипсихотиков у пациентов со смешанными состояниями следует избегать по причине депрессогенного действия этих препаратов.
Дополнительно к нормотимикам могут применяться лекарственные средства, используемые для краткосрочной терапии (например, бензодиазепины), в тех случаях, когда присутствует острая тревога или появляются ранние симптомы рецидива. Снотворные средства можно добавлять в схему терапии в случае, если препараты, предназначенные для лечения аффективных расстройств, не помогают пациенту от бессонницы.

#### Быстрые циклы
Препаратами выбора при быстрых циклах являются нормотимики. Следует избегать применения антидепрессантов и типичных (классических) нейролептиков, так как первые повышают риск инверсии аффекта, а нейролептики — риск хронической экстрапирамидной симптоматики. Антидепрессанты при быстрой цикличности не следует применять даже в сочетании с нормотимиками. Лишь иногда — при выраженной суицидальности во время депрессивных эпизодов — может быть оправдано кратковременное лечение антидепрессантами.
Существует мнение, что противосудорожные препараты при быстрой цикличности более эффективны, чем литий, однако это мнение оспаривается.

#### Профилактика обострений БАР
С целью профилактики применяют нормотимики — прежде всего препараты лития, карбамазепин (финлепсин), вальпроаты. Нормотимик ламотриджин особенно показан при быстроциклическом течении с преобладанием депрессивных фаз. Очень перспективны в этом отношении атипичные антипсихотики, в особенности кветиапин.

### Психотерапия
К числу задач психотерапии при биполярном аффективном расстройстве относятся, в частности, обучение навыкам управления симптомами, улучшение социального и профессионального функционирования, соблюдение пациентами режима приёма медикаментов. Самый сильный аргумент в пользу применения психотерапии при БАР — эффективность помощи пациентам в совладании со стрессовыми факторами. Те или иные жизненные события и семейные конфликты служат факторами риска усугубления биполярного расстройства, и психотерапия может быть направлена на эти факторы, позволяя обучать пациентов адаптивным механизмам совладания, имеющим значение для профилактики рецидивов в будущем.
Из конкретных методов психотерапии при БАР могут применяться когнитивно-поведенческая терапия, интерперсональная терапия, семейные вмешательства, социальная поддержка, терапия социальных ритмов. Для решения проблем поддерживающего психофармакологического лечения используется терапия повышения комплаенса (комплаенс-терапия).
При когнитивно-поведенческой терапии биполярного расстройства основное внимание уделяется обучению пациента управлению симптомами, умению избегать факторов, провоцирующих рецидив, умению решать те или иные свои проблемы. Когнитивная терапия способствует раннему выявлению гипоманиакальных и депрессивных эпизодов, гармонизации сна, питания и уровня активности пациента, снижению уязвимости пациента и созданию для него ситуаций-триггеров.
Семейная терапия (семейное вмешательство, family-focused treatment) показала существенную эффективность при БАР. Целями семейной терапии при биполярном расстройстве являются помощь пациенту и его родным:
- в интеграции переживаний, связанных с эпизодами перепадов настроения;
- в принятии неизбежности аффективных эпизодов в будущем;
- в принятии зависимости от препаратов-нормотимиков для профилактики и устранения симптомов;
- в различении личности пациента и симптомов его расстройства;
- в выявлении и умении справляться со стрессовыми жизненными событиями, провоцирующими рецидивы БАР;
- в восстановлении функциональных взаимосвязей после эпизода перепада настроения.

Пациенты с БАР очень чувствительны даже к минимальным изменениям в привычках сна — бодрствования. Так, маниакальные эпизоды часто провоцируются жизненными событиями, меняющими эти привычки (например, смена часовых поясов при авиаперелётах). Поэтому положительную роль играет обучение пациентов регуляции своих социальных ритмов, особенно в преддверии жизненных событий, способных эти ритмы нарушить; такое обучение может улучшить прогноз биполярного расстройства.
Количественная оценка свыше 30 исследований показывает, что сравнение больным своего состояния с состоянием других больных (как с более тяжёлым, так и с более лёгким, чем у него) благотворно сказывается на его здоровье. Это один из факторов положительного влияния групп взаимопомощи пациентов.
По мнению известного американского клинического психолога Кей Джеймисон, большую роль в преодолении болезни играет готовность как больного, так и окружающих открыто обсуждать возникающие проблемы. Такая открытость, по мнению доктора Джеймисон помогает преодолеть стигматизацию больных, что, в свою очередь, способствует возвращению последних к нормальному образу жизни.

### Другие методы лечения
Метод глубокой транскраниальной магнитной стимуляции (Deep TMS) получил одобрение CE Mark CE для лечения БАР (наравне с другими заболеваниями).
Показана также эффективность при БАР омега-3-ненасыщенных жирных кислот, употребление которых, по результатам исследований, способствует стабилизации настроения и облегчению депрессии, профилактике рецидивов.

## Прогноз и экспертиза
В зависимости от частоты и длительности приступов и «светлых» промежутков больные могут быть переведены на I, II, III группу инвалидности или оставаться трудоспособными и лечиться по больничному листу (при единственном приступе или при редких и непродолжительных приступах). При совершении общественно опасного деяния во время приступа больные чаще признаются невменяемыми, при совершении общественно опасного деяния в период интермиссии больные чаще признаются вменяемыми (экспертиза каждого случая достаточно сложна, особенно при лёгких формах заболевания, приходится тщательно сопоставлять все обстоятельства дела со степенью выраженности психических расстройств больного). В России больные биполярным аффективным расстройством признаются негодными к несению военной службы по заключению военно-врачебной комиссии (статья 15 Расписания болезней).